# Гэмбл и Хафф
Ке́ннет Гэмбл (англ. Kenneth Gamble (род. 14 октября 1943, Филадельфия) и Ле́он Хафф (англ. Leon A. Huff, род. 8 апреля 1942; Камден, Нью-Джерси) — американский авторский и продюсерский дуэт. Они написали и/или спродюсировали 15 золотых синглов и 22 золотых альбома (из них 8 стали платиновыми).
В 2008 году дуэт был принят в Зал славы рок-н-ролла (в категории «Неисполнители»). Также они члены Зала славы авторов песен (с 1995 года).

## Дискография

### Дискография как продюсеров
См. «Gamble and Huff § Discography» в англ. разделе.

### Дискография как авторов
См. статью «List of songs written by Kenny Gamble and Leon Huff» в англ. разделе.